# Самарийтрисвинец
Самарийтрисвинец — бинарное неорганическое соединение
самария и свинца
с формулой Pb3Sm,
кристаллы.

## Получение
- Сплавление стехиометрических количеств чистых веществ:

{\displaystyle {\mathsf {Sm+3Pb\ {\xrightarrow {1040^{o}C}}\ Pb_{3}Sm}}}

## Физические свойства
Самарийтрисвинец образует кристаллы
кубической сингонии, пространственная группа P m3m, параметры ячейки a = 0,4835 нм, Z = 1,
структура типа тримедьзолота AuCu3
.
Соединение конгруэнтно плавится при температуре 1040 °C
.
При температуре 5,1 К в соединении происходит антиферромагнитный переход